# Ilsbach (Seenbach)
Der Ilsbach, im Ober- und Mittellauf auch Streitbach oder Sausel genannt, ist ein 20,7 Kilometer langer, rechtsseitiger Zufluss des Seenbachs im Hohen und Unteren Vogelsberg sowie an der östlichen Nahtstelle zum Vorderen Vogelsberg im hessischen Vogelsbergkreis.

## Name
Der Bach wird 1481 in Form von das waßer, dy Ülstorff erstmals genannt. Der Name ist eine Verkürzung von 1481 das Ils(dorf)bach und könnte sich von *Ulistr-affa ableiten, einer Komposition von germanisch *elis-tr-ja- 'Weide' mit dem Hydronym -apa.

## Geographie

### Verlauf
Die Streitborn genannte Quelle liegt in über 700 Meter Höhe nur 900 Meter westnordwestlich des Sieben-Ahorn-Gipfels im sogenannten Oberwald, wie die bewaldete Gipfelregion oberhalb 600 Meter am Vogelsberg auch genannt wird. Von dort aus durchfließt der Fluss den Hohen Vogelsberg in westliche und nordwestliche Richtungen durch diverse Ortsteile von Ulrichstein (Feldkrücken, Kölzenhain und Wohnfeld), um schließlich im Unteren Vogelsberg und dessen westlicher Nahtstelle zum Vorderen Vogelsberg die Großgemeinde Mücke zu erreichen.
Nach dem Passieren der Ortsteile Sellnrod und Groß-Eichen fließt von rechts der 15,5 Kilometer lange Gilgbach (= Rauchel) zu; nachdem Ilsdorf durchflossen ist, wird schließlich im Norden Flensungens der von Süden (= links) kommende Seenbach erreicht.

### Einzugsgebiet
Das 48,13 km² Einzugsgebiet des Ilsbachs liegt im Vogelsberg und wird über den Seenbach, die Ohm, die Lahn und den Rhein zur Nordsee entwässert.
Es grenzt
- im Nordosten und Osten an das der Ohm
- im Südosten an das des Ohm-Zuflusses Felda und an das des Fulda-Zuflusses Schlitz mit ihren Nebengewässern Brenderwasser, Lauter, Eisenbach und Ellersbach
- im Süden an das der Nidda
- im Südwesten an das des Nidda-Zuflusses Hohlbach
- und im Westen an das des Seenbachs.

Die höchste Erhebung ist der 753 m ü. NHN hohe Sieben Ahorn.

### Zuflüsse
- Klappersbach[3] [GKZ 258228318] (links), 1,4 km
- Borngraben[3] (links), 2,0 km[4]
- Wälzbach[3] [GKZ 25822854] (rechts), 2,3 km
- Ohlborn[3] [GKZ 25822856] (links), 0,9 km
- Gilgbach (rechts), 15,5 km, 19,618 km²
- Mühlgraben[3] [GKZ 258228994] (rechts), 3,5 km